# Donaconethis ehrenbergi
Donaconethis ehrenbergi är en insektsart som beskrevs av Günther Enderlein 1909. Donaconethis ehrenbergi ingår i släktet Donaconethis och familjen Embiidae. Inga underarter finns listade i Catalogue of Life.